# Pacany
Pacany (Пацаны) è un film del 1983 diretto da Dinara Asanova.

## Trama
Il film solleva il tema della solitudine di un giovane, contro il quale si trovano gli adulti.